# ディグ・イット
「ディグ・イット」（Dig It）は、ビートルズの楽曲である。1970年に発売された12作目のイギリス盤公式オリジナル・アルバム『レット・イット・ビー』に収録された。ジョン・レノン、ポール・マッカートニー、ジョージ・ハリスン、リンゴ・スター（リチャード・スターキー名義）のメンバー4人の名前が作者クレジットに入っている数少ない楽曲の1つ。1969年5月にグリン・ジョンズがミキシングした段階では演奏時間が3分59秒となっていたが、発売されたバージョンでは演奏時間が大幅に短くなった。

## レコーディング
1969年1月24日、26日、27日、28日、29日にアップル・スタジオで行なわれたアルバムのセッションで、「ディグ・イット」の2つのバージョンを演奏した。
1月24日に録音されたテイクは、「Can you dig it, yeah?」という歌詞をフィーチャーしたもので、アレンジはスライドギターを中心としたブルージーなものだった。1月26日に録音されたテイクは、アルバム『レット・イット・ビー』に49秒の断片として収録されたもので、レノンが6弦ベースとリード・ボーカル、マッカートニーがピアノ、ハリスンがリードギター、スターがドラム、ビリー・プレストンがオルガン、ジョージ・マーティンがシェイカーを演奏している。この様子は、ドキュメンタリー映画『レット・イット・ビー』でも確認できる。
1970年3月27日、フィル・スペクターはアルバムのミキシングを行なった。スペクターは、本作の1月26日のテイクの8分52秒から9分41秒までの部分を抜粋して使用した。アルバム収録テイクの最後にスペクターは、レノンの「That was 'Can you dig it' by George Wood and now we'd like to do 'Hark The Angels Come'!（ジョージ・ウッドの『キャン・ユー・ディグ・イット』でした。お次は『ほら、天使がやって来る』を演奏したいと思います！）」という語りを加えた。このレノンの語りは、1月24日に録音されたもの。
2003年に発売された『レット・イット・ビー...ネイキッド』では、「マギー・メイ」と共に収録曲から外されているが、同作のボーナスCD「フライ・オン・ザ・ウォール」に別テイクを抜粋した音源が「キャン・ユー・ディグ・イット?」（Can You Dig It?）というタイトルで収録されている。

## クレジット
※出典
- ジョン・レノン - 6弦ベース（フェンダー・ベースVI）、リード・ボーカル
- ポール・マッカートニー - ピアノ
- ジョージ・ハリスン - リードギター
- リンゴ・スター - ドラム
- ジョージ・マーティン -　シェイカー

なお、フルバージョンでは、マッカートニーとハリスンもボーカルを担当しているほか、マッカートニーの娘であるヘザーもボーカルで参加している。

## カバー・バージョン
ライバッハは、1988年に発売したアルバム『Let It Be』で、「ディグ・イット」をカバーした。